# Into the Woods (comédie musicale)
Pour les articles homonymes, voir Into the Woods.
Into the Woods est une comédie musicale de Stephen Sondheim et James Lapine. La première a lieu à San Diego, au Old Globe Theatre, le 4 décembre 1986. Elle débute à Broadway le 5 novembre 1987. Into the Woods a remporté plusieurs Tony Awards, dont celui de la meilleure partition originale, du meilleur livret et de la meilleure actrice dans une comédie musicale (Joanna Gleason), dans une année dominée par Le Fantôme de l'Opéra.
La comédie musicale a été produite à plusieurs reprises, avec une tournée américaine en 1988, une production dans le West End, en 1990, une production télévisée en 1991, un concert anniversaire en 1997, une reprise à Broadway en 2002, une reprise à Londres en 2010 et en 2014 en adaptation au cinéma dans le film Into the Woods.
La comédie musicale entrelace les histoires de plusieurs contes de fées des frères Grimm. Les personnages principaux sont tirés du Petit Chaperon rouge, de Jack et le Haricot magique, Raiponce, et Cendrillon. Tous ces personnages sont liés ensemble dans une histoire originale impliquant un boulanger sans enfants, sa femme et leur désir de vouloir fonder une famille et une sorcière qui a jeté un sort sur eux. Pour annuler le sort, le boulanger et sa femme vont devoir rapporter plusieurs objets à la sorcière (une vache blanche, une cape rouge…). Pendant leur périple, ils rencontreront divers personnage féérique comme Cendrillon ou le petit chaperon rouge.

## Numéros musicaux
| Acte I - "Act One Prologue" – Le narrateur et la troupe - "Cinderella at the Grave" – La mère de Cendrillon - "Hello, Little Girl" – Le loup et le petit chaperon rouge (avec un second loup et les trois petits cochons dans la reprise de 2002) - "The Spell is On My House" (Reprise) – Le boulanger et sa femme - "I Guess This is Goodbye" – Jack - "Maybe They're Magic" – Le boulanger et sa femme - "Our Little World" – La sorcière et Raiponce (ajouté pour la production anglaise) - "Maybe They're Magic" (Reprise) – Le boulanger - "I Know Things Now" – Le petit chaperon rouge - "A Very Nice Prince" – Cendrillon et la femme du boulanger - "First Midnight" – La troupe - "Giants in the Sky" – Jack - "Agony" – Le Prince de Cendrillon et le prince de Raiponce - "A Very Nice Prince" (Reprise) – Cendrillon et la femme du boulanger - "It Takes Two" – Le boulanger et sa femme - "Second Midnight" – La sorcière, le prince de Cendrillon, le prince de Raiponce, la belle mère, Florinda et Lucinda - "Stay with Me" – Raiponce et la sorcière - "On the Steps of the Palace" – Cendrillon (avec Jack et le petit chaperon rouge dans la reprise de 2002) - "Act One Finale" – Le narrateur et la troupe | Acte II - "Act Two Prologue" – Le narrateur et la troupe - "Agony" (Reprise) – Le prince de Cendrillon et le prince de Raiponce - "Witch's Lament" – La sorcière - "Any Moment" – Le prince de Cendrillon et la femme du boulanger - "Any Moment" (Reprise) – Le prince de Cendrillon et la femme du boulanger - "Moments in the Woods" – La femme du boulanger - "Your Fault" – Jack, le boulanger, Cendrillon, le petit chaperon rouge et la sorcière - "Last Midnight" – La sorcière - "No More" – Le boulanger et l'homme mystérieux - "No One is Alone (Part 1)" – Cendrillon et le petit chaperon rouge - "No One is Alone (Part 2)" – Cendrillon, le boulanger, le petit chaperon rouge et Jack - "Act Two Finale" – La troupe |

## Récompenses et nominations

### Production originale de Broadway
| Année | Récompense       | Catégorie                                          | Nommés              | Résultat   |
| ----- | ---------------- | -------------------------------------------------- | ------------------- | ---------- |
| 1988  | Tony Award       | Best Musical                                       | Best Musical        | Nomination |
| 1988  | Tony Award       | Best Original Score                                | Stephen Sondheim    | Lauréat    |
| 1988  | Tony Award       | Best Book of a Musical                             | James Lapine        | Lauréat    |
| 1988  | Tony Award       | Best Direction of a Musical                        | James Lapine        | Nomination |
| 1988  | Tony Award       | Best Performance by a Leading Actress in a Musical | Joanna Gleason      | Lauréat    |
| 1988  | Tony Award       | Best Performance by a Featured Actor in a Musical  | Robert Westenberg   | Nomination |
| 1988  | Tony Award       | Best Choreography                                  | Lar Lubovitch       | Nomination |
| 1988  | Tony Award       | Best Scenic Design                                 | Tony Straiges       | Nomination |
| 1988  | Tony Award       | Best Costume Design                                | Ann Hould-Ward      | Nomination |
| 1988  | Tony Award       | Best Lighting Design                               | Richard Nelson      | Nomination |
| 1988  | Drama Desk Award | Outstanding Musical                                | Outstanding Musical | Lauréat    |
| 1988  | Drama Desk Award | Outstanding Music                                  | Stephen Sondheim    | Nomination |
| 1988  | Drama Desk Award | Outstanding Lyrics                                 | Stephen Sondheim    | Lauréat    |
| 1988  | Drama Desk Award | Outstanding Book of a Musical                      | James Lapine        | Lauréat    |
| 1988  | Drama Desk Award | Outstanding Director of a Musical                  | James Lapine        | Nomination |
| 1988  | Drama Desk Award | Outstanding Actress in a Musical                   | Bernadette Peters   | Nomination |
| 1988  | Drama Desk Award | Outstanding Featured Actor in a Musical            | Robert Westenberg   | Lauréat    |
| 1988  | Drama Desk Award | Outstanding Featured Actress in a Musical          | Joanna Gleason      | Lauréat    |
| 1988  | Drama Desk Award | Outstanding Featured Actress in a Musical          | Danielle Ferland    | Nomination |
| 1988  | Drama Desk Award | Outstanding Set Design                             | Tony Straiges       | Nomination |
| 1988  | Drama Desk Award | Outstanding Costume Design                         | Ann Hould-Ward      | Nomination |
| 1988  | Drama Desk Award | Outstanding Lighting Design                        | Richard Nelson      | Nomination |
| 1988  | Drama Desk Award | Outstanding Orchestrations                         | Jonathan Tunick     | Nomination |

### Production originale de Londres
| Année | Récompense             | Catégorie                                          | Nommés           | Résultat   |
| ----- | ---------------------- | -------------------------------------------------- | ---------------- | ---------- |
| 1991  | Laurence Olivier Award | Best New Musical                                   | Best New Musical | Nomination |
| 1991  | Laurence Olivier Award | Best Director of a Musical                         | Richard Jones    | Lauréat    |
| 1991  | Laurence Olivier Award | Best Actor in a Musical                            | Ian Bartholomew  | Nomination |
| 1991  | Laurence Olivier Award | Best Actress in a Musical                          | Imelda Staunton  | Lauréat    |
| 1991  | Laurence Olivier Award | Best Actress in a Musical                          | Julia McKenzie   | Nomination |
| 1991  | Laurence Olivier Award | Best Performance in a Supporting Role in a Musical | Clive Carter     | Nomination |
| 1991  | Laurence Olivier Award | Best Costume Design                                | Sue Blane        | Nomination |

### Reprise de Londres (1999)
| Année | Récompense             | Catégorie                      | Nommé                          | Résultat   |
| ----- | ---------------------- | ------------------------------ | ------------------------------ | ---------- |
| 1999  | Laurence Olivier Award | Outstanding Musical Production | Outstanding Musical Production | Nomination |
| 1999  | Laurence Olivier Award | Best Actress in a Musical      | Sophie Thompson                | Lauréat    |

### Reprise de Broadway (2002)
| Année | Récompense       | Catégorie                                           | Nommé                            | Résultat   |
| ----- | ---------------- | --------------------------------------------------- | -------------------------------- | ---------- |
| 2002  | Tony Award       | Best Revival of a Musical                           | Best Revival of a Musical        | Lauréat    |
| 2002  | Tony Award       | Best Performance by a Leading Actor in a Musical    | John McMartin                    | Nomination |
| 2002  | Tony Award       | Best Performance by a Leading Actress in a Musical  | Vanessa L. Williams              | Nomination |
| 2002  | Tony Award       | Best Performance by a Featured Actor in a Musical   | Greg Edelman                     | Nomination |
| 2002  | Tony Award       | Best Performance by a Featured Actress in a Musical | Laura Benanti                    | Nomination |
| 2002  | Tony Award       | Best Direction of a Musical                         | James Lapine                     | Nomination |
| 2002  | Tony Award       | Best Choreography                                   | John Carrafa                     | Nomination |
| 2002  | Tony Award       | Best Scenic Design                                  | Douglas W. Schmidt               | Nomination |
| 2002  | Tony Award       | Best Costume Design                                 | Susan Hilferty                   | Nomination |
| 2002  | Tony Award       | Best Lighting Design                                | Brian MacDevitt                  | Lauréat    |
| 2002  | Drama Desk Award | Outstanding Revival of a Musical                    | Outstanding Revival of a Musical | Lauréat    |
| 2002  | Drama Desk Award | Outstanding Actress in a Musical                    | Laura Benanti                    | Nomination |
| 2002  | Drama Desk Award | Outstanding Actress in a Musical                    | Vanessa L. Williams              | Nomination |
| 2002  | Drama Desk Award | Outstanding Featured Actor in a Musical             | Greg Edelman                     | Nomination |
| 2002  | Drama Desk Award | Outstanding Featured Actress in a Musical           | Kerry O'Malley                   | Nomination |
| 2002  | Drama Desk Award | Outstanding Director of a Musical                   | James Lapine                     | Nomination |
| 2002  | Drama Desk Award | Outstanding Set Design                              | Douglas W. Schmidt               | Lauréat    |
| 2002  | Drama Desk Award | Outstanding Costume Design                          | Susan Hilferty                   | Nomination |
| 2002  | Drama Desk Award | Outstanding Sound Design                            | Dan Moses Schreier               | Lauréat    |

### Reprise de Londres (2010)
| Année | Récompense             | Catégorie                                          | Nommé                | Résultat   |
| ----- | ---------------------- | -------------------------------------------------- | -------------------- | ---------- |
| 2011  | Laurence Olivier Award | Best Musical Revival                               | Best Musical Revival | Lauréat    |
| 2011  | Laurence Olivier Award | Best Performance in a Supporting Role in a Musical | Michael Xavier       | Nomination |

### Reprise de New-York (2012)
| Année | Récompense       | Catégorie                        | Nommé        | Résultat   |
| ----- | ---------------- | -------------------------------- | ------------ | ---------- |
| 2013  | Drama Desk Award | Outstanding Actress in a Musical | Donna Murphy | Nomination |

### Production originale de Paris (2019)
| Année | Récompense                      | Catégorie                    | Nommé                               | Résultat |
| ----- | ------------------------------- | ---------------------------- | ----------------------------------- | -------- |
| 2019  | Trophées de la comédie musicale | Meilleure comédie musicale   | Olivier Bénézech & Grégory Leteneur | Non      |
| 2019  | Trophées de la comédie musicale | Meilleure mise en scène      | Olivier Bénézech                    | Non      |
| 2019  | Trophées de la comédie musicale | Meilleur second rôle féminin | Dalila Constantin                   | Non      |
| 2019  | Trophées de la comédie musicale | Meilleur scénographie        | Olivier Bénézech & Grégory Leteneur | Non      |
| 2019  | Trophées de la comédie musicale | Prix spécial du public       | Olivier Bénézech & Grégory Leteneur | Non      |